# Bobby Coleman
Robert Moorhouse Bobby Coleman III (Los Ángeles, California, 5 de mayo de 1997) es un joven actor estadounidense. Es conocido por sus papeles en las películas Martian Child y La última canción.
Bobby es hijo de Doris Berg y Robert Moorhouse Coleman Jr. y es el hermano menor de la actriz Holliston Coleman. Vive con su familia en la ciudad de Los Ángeles.

## Biografía
Comenzó actuando a los 5 años en comerciales publicitarios y desde ahí ha tenido apariciones en varias películas y producciones de televisión. Coleman ha tenido breves apariciones en series como Medium y JAG, antes de ser parte de producciones más grandes. Ha aparecido en las películas Must Love Dogs y Friends with Money, y ha tenido papeles recurrentes en la serie de televisión Surface. Ha tomado roles importantes en películas como The Good Mother y Take, y fue protagonista de Martian Child. En 2010 apareció en la película La última canción donde protagoniza a Jonah Miller, el joven hermano del personaje de Miley Cyrus.

## Filmografía
| Año  | Película y/o serie                                      | Personaje                 | Notas                                      |
| ---- | ------------------------------------------------------- | ------------------------- | ------------------------------------------ |
| 2003 | Dragnet                                                 | hijo de O'Malley          |                                            |
| 2005 | Medium                                                  | niño de 7 años            |                                            |
| 2005 | JAG                                                     | Donovan Pardee            | Episodio "Two towns"                       |
| 2005 | Must Love Dogs                                          | Austin Conner             |                                            |
| 2005 | Surface                                                 | Jesse Daughtery           | 7 episodios                                |
| 2006 | Friends with Money                                      | Marcus                    |                                            |
| 2006 | Glass House: The Good Mother                            | Ethan Snow                |                                            |
| 2007 | Take                                                    | Jesse Nichols             |                                            |
| 2007 | Martian Child                                           | Dennis                    | Papel protagónico                          |
| 2008 | Family Man                                              | Mack Becker               | serie                                      |
| 2008 | In Plain Sight                                          | Lonny McRoy / Leo Billups |                                            |
| 2008 | Proving Ground: From the Adventures of Captain Redlocks | Noah Stephenson           |                                            |
| 2009 | Knight Rider                                            | Danny Clark               | episodio "Fly by Knight"                   |
| 2009 | Post Grad                                               | Hunter Malby              |                                            |
| 2010 | Robosapien: Rebooted                                    | Henry                     |                                            |
| 2010 | Snowmen                                                 | Billy Kirkfield           |                                            |
| 2010 | La última canción                                       | Jonah Miller              |                                            |
| 2010 | Private Practice                                        | Oliver                    | episodio "Second Choices" (segunda opción) |
| 2011 | R.L. Stine's The Haunting Hour                          | Jeffrey / Norman          |                                            |

## Premios y nominaciones
| Año  | Premio             | Categoría                                                           | Trabajo       | Resultado |
| ---- | ------------------ | ------------------------------------------------------------------- | ------------- | --------- |
| 2008 | Young Artist Award | Best Performance in a Feature Film - Young Actor Age Ten or Younger | Martian Child | Nominado  |